# Francesco Pecorari
Francesco Pecorari (Cremona, ... – ...; fl. XIV secolo) è stato un architetto italiano attivo nella prima metà del XIV secolo.

## Opere
- il campanile della Chiesa di San Gottardo a Milano, ottagonale, costruito tra il 1330 e il 1336 e su cui venne collocato il primo esemplare di orologio pubblico, che riporta su una targa la frase latina: "Magister Franciscus de Pecoraris de Cremona fecit hoc opus" (Il Maestro Francesco dei Pecorari di Cremona fece quest'opera);
- la torre dell'Abbazia di Chiaravalle (Milano), anch'essa ottagonale, datata 1329-1340;
- il Torrazzo di Cremona.